# Baquerizo Moreno
La parroquia rural de Baquerizo Moreno (1°14′00″S 78°30′00″O / -1.2333333, -78.5) es un pueblo del Ecuador, situado a treinta minutos de Píllaro y perteneciente al cantón Píllaro de la provincia del Tungurahua.
Su gente se dedica básicamente a la agricultura y la ganadería, siendo sus principales cultivos patatas, habas, mellocos, maíz, ocas y frutas: manzanas, peras, claudias.